# Palais Wilson
Pour les articles homonymes, voir Wilson.

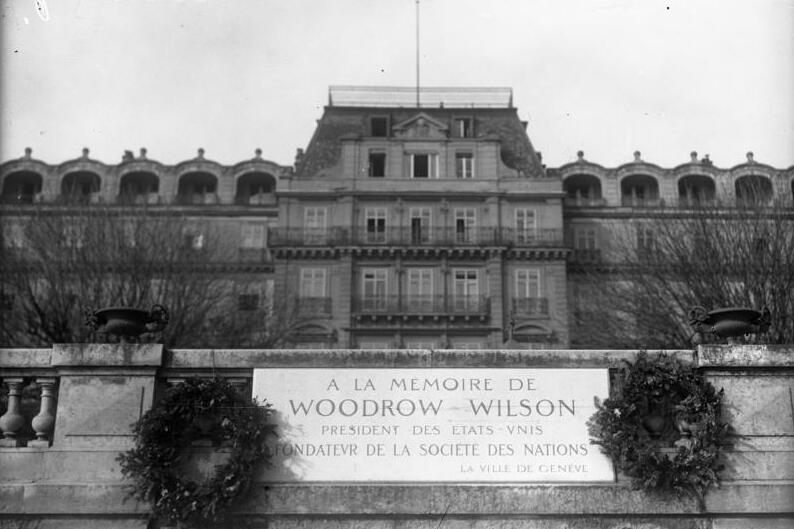
Le palais Wilson en 1928.

Le palais Wilson est un ancien hôtel de Genève qui abrite le siège du Haut-Commissariat des Nations unies aux droits de l'homme.
Le palais Wilson est situé sur la rive droite du lac Léman, au long du quai Wilson. Le quai et le palais sont nommés en hommage au président américain Woodrow Wilson.

## Histoire
Construit dès 1873 par l'architecte Jacques Élysée Goss et inauguré en 1875, l'hôtel National (nom d'origine du bâtiment) est tout d'abord un palace abritant 225 chambres et des salles de réunion, avant de subir une importante rénovation entre 1905 et 1920 afin de l'adapter au confort moderne (avec par exemple l'installation de salles de bains dans les chambres). Ce fut le dernier des Grands Hôtels construits sur la rade au XIXe siècle après le Métropole, l'Hôtel de Russie, le Beau-Rivage, l'Hôtel de la Paix, l'Hôtel d'Angleterre et le Richemond.
En septembre 1920, il est acheté par la Société des Nations (SDN) et à nouveau en travaux pour transformer les chambres en bureaux. En effet, la SDN y installe son siège jusqu'en 1936, lorsqu'elle déménage au nouveau palais des Nations. C'est durant cette période, en 1924, que l'hôtel prend le nom de palais Wilson en l'honneur du fondateur de la Société des Nations, le président américain Woodrow Wilson.
En 1937, la Suisse et le canton de Genève achètent le bâtiment en copropriété pour y loger des administrations fédérales et cantonales. En 1966, la Confédération en fait don au canton qui, à son tour, en fait don à la ville l'année suivante. Pendant cette période, il est utilisé de différentes manières, en particulier comme auditoire où Jean Piaget vient enseigner ses nouvelles théories pédagogiques.
Partiellement détruit par deux incendies respectivement le 2 juin 1985 et le 2 août 1987, il est laissé progressivement à l'abandon. Le second incendie débuta dans une annexe, le Pavillon du désarmement, construit entre 1931 et 1932 par Adolphe Guyonnet, car il devait abriter une conférence ratée du Désarmement en 1932. Entre 1985 et 1987, il abrite temporairement l'association des professionnels du cinéma. De nombreux projets publics et privés sont lancés mais sans succès. En 1990, une votation approuve un projet visant à retransformer le palais en un hôtel et centre de congrès. C'est finalement le Conseil fédéral qui prend, en 1992, la décision de rénover le bâtiment pour y installer une « Maison de l'environnement ». Le projet débute en 1993 et, en juin 1994, l'Assemblée fédérale vote un crédit de 75 millions de francs pour financer les travaux.
En avril 1997, Kofi Annan fait une demande officielle au gouvernement suisse pour pouvoir établir au palais Wilson le Haut-Commissariat des Nations unies aux droits de l'homme (HCDH), installé jusqu'alors au palais des Nations. Cette demande est acceptée par le Conseil fédéral le 25 juin 1997. L'inauguration officielle du nouveau bâtiment ainsi que sa location au HCDH, à un taux préférentiel pour en faire son siège, a lieu le 5 juin 1998.